# ناحیه غریس
ناحیه غریس (به عربی: دائرة غریس) یک ناحیه در الجزایر است که در استان معسکر واقع شده‌است.